# Agrypon erectiusculum
Agrypon erectiusculum là một loài tò vò trong họ Ichneumonidae.